# Carlos Menezes
Carlos Menezes (Madeira, 29 de setembro de 1920 - Lisboa, 18 de dezembro de 2011) foi um dos pioneiros da introdução da guitarra elétrica em Portugal e um dos primeiros músicos de jazz a ser reconhecido internacionalmente..

## Biografia
Carlos Menezes nasceu na Madeira a 29 de setembro de 1920.
Por volta de 1944, estreou-se na guitarra elétrica, com amplificação improvisada, na boate Nina, em Lisboa. Mas foi na década de 1950 que foi descoberto por Steve Race, um crítico de música da revista britânica Melody Maker, que o colocou no dicionário dos grandes guitarristas mundiais, tornando-o no primeiro "jazzman" português a internacionalizar-se como tal.